# Miomantis vitrea
Miomantis vitrea är en bönsyrseart som beskrevs av Giglio-tos 1917. Miomantis vitrea ingår i släktet Miomantis och familjen Mantidae. Inga underarter finns listade i Catalogue of Life.